# Hood Glacier
Hood Glacier är en glaciär i Antarktis. Den ligger i Östantarktis. Nya Zeeland gör anspråk på området. Hood Glacier ligger 285 meter över havet.
Terrängen runt Hood Glacier är varierad. Trakten är obefolkad. Det finns inga samhällen i närheten.